# Rodenäs
Rodenäs (dänisch: Rødenæs, nordfriesisch: Runees oder Rornees, südjütisch: Rånæjs) ist eine
Gemeinde im Kreis Nordfriesland in Schleswig-Holstein. Sie markiert den nördlichsten Punkt des deutschen Festlands.

## Geografie

### Geografische Lage
Das Gemeindegebiet von Rodenäs erstreckt sich im Norden des Naturraums Nordfriesische Marsch. Weiter nördlich mündet die Wiedau (dänisch Vidå) im Bereich des dänischen Ortes Hoyer in den Wattenbereich vom dänischen Nationalpark Vadehavet.

### Gemeindegliederung
Oldorf (dänisch Gammelby, nordfriesisch Uuiltorp), Neudorf (dänisch Nyby, nordfriesisch Naitorp), Markhäuser (dänisch Markhuse), Ophusum (nordfriesisch Äphüsem), Kixbüll (dänisch Kixbøl, nordfriesisch Kiksbel) und das Naturschutzgebiet Rickelsbüller Koog (dänisch Rikkelsbøl Kog, nordfriesisch Rikelsbeler Kuuch) liegen im Gemeindegebiet. Bei der Volkszählung 1987 wurden darüber hinaus auch folgende Höfesiedlungen im amtlichen Wohnplatzverzeichnis erfasst:
- Kixbüllhof (dänisch Kixbølgaard, nordfriesisch Kiksbelguurd)
- Krummhusum (dänisch Krumhusum)
- Onkelsgabe
- Osterwarf
- Sibbershusum (dänisch Sibbershusum[7], nordfriesisch Sibberhüsem)
- Tevelum

### Nachbargemeinden
Direkt angrenzende Gemeindegebiete sind:
|  | Kommune Tondern (Dänemark)                  |          |
|  | Kompassrose, die auf Nachbargemeinden zeigt | Aventoft |
|  | Klanxbüll, Neukirchen                       |          |

### Geologie
Der Boden im Gemeindegebiet ist Marschland. Es ist Bestandteil der nachfolgend aufgeführten Köge (Bedeichungsjahr):
- Wiedingharder Alter Koog (nördlicher Abschnitt) (1465)
- Brunottenkoog (Teile im Westen) (1618)
- Dreieckskoog (nördlicher Teil) (1925)
- Rickelsbüller Koog (1982)

Der Boden wird, aufgrund des jeweiligen Alters seit Eindeichung, heute überwiegend als Kleimarsch klassifiziert. Aufgrund des absolut flachen Reliefs, ebenso wie aufgrund der niedrigen Lage in Küstennähe auf oder knapp unter der Meeresspiegelhöhe im Hinterland des Nordfriesischen Wattenmeeres, ist am Ort eine aktive Entwässerung des Gemeindegebiets eine grundlegende Notwendigkeit für die landwirtschaftliche Nutzung im Bereich des Ackerbaus. Für die Entwässerung sind ordnungsrechtlich sogenannte Sielverbände verantwortlich. Für das Gemeindegebiet sind dies im Einzelnen:
- Sielverband Wiedingharder Alter Koog Norden
- Sielverband Brunottenkoog

Beide sind Mitglieder im übergeordneten Deich- und Hauptsielverband Südwesthörn-Bongsiel.

### Klima
In Rodenäs herrscht ein Seeklima vor. Auf Basis der Klimaklassifikation nach Köppen und Geiger wird der Standort der Klasse CfB zugeordnet.

## Geschichte
1436 wurde der Goldene Ring genannte erste Deich um die Wiedingharde errichtet.
Der Westteil der auf einer Warft im Ortsteil Oldorf stehenden spätromanischen Kirche wurde aus Resten der untergegangenen Kirche zu Rickelsbüll errichtet, die in der Großen Schadensflut vom 1. Dezember 1615 mitsamt dem Dorf untergegangen war.
Der Rickelsbüller Koog ist nach diesem Dorf benannt.

## Politik

### Gemeindevertretung
Bei der Kommunalwahl am 14. Mai 2023 kam die Allgemeine Wählergemeinschaft Rodenäs (AWR) auf 52,7 Prozent Stimmen und fünf Sitze in der Gemeindevertretung, die Wählergemeinschaft I (WG I) erhielt 47,3 Prozent der abgegebenen Stimmen und vier Sitze.

### Wappen
Blasonierung: „Von Rot und Blau durch einen goldenen Bogen zum Schildhaupt geteilt. Oben ein goldener, zunehmender Halbmond, rechts und links je ein sechszackiger Stern. Unten eine silberne Windmühle.“

## Kultur
- Liste der Kulturdenkmale in Rodenäs
- Liste der Stolpersteine in Rodenäs

Sprache
Bei einer Untersuchung in den 1970er Jahren hat die Universität Kopenhagen herausgefunden, dass 28 % der Bewohner hochdeutsch, plattdeutsch, friesisch, standarddänisch und südjütisch sprachen und somit fünfsprachig waren. Schon damals zeichnete sich allerdings ein Bedeutungsverlust aller Sprachen außer dem Hochdeutschen ab: 24 % der Jahrgänge vor 1915, 43 % der Jahrgänge zwischen 1915 und 1945 aber 93 % der Jahrgänge ab 1945 hatten Hochdeutsch als Muttersprache. Inzwischen setzt sich allmählich die hochdeutsche Einsprachigkeit durch. Dennoch werden weiterhin alle fünf Sprachen gesprochen; der Anteil derjenigen Einwohner, die alle Sprachen beherrschen, ist aber nach einem kurzen Fernsehbericht aus dem Jahre 2024 mittlerweile so gut wie verschwunden.

## Wirtschaft und Verkehr
Rodenäs ist eine klassische (Aus)pendlergemeinde. Im Jahr 2020 betrug das Pendlersaldo -115. Die meisten Auspendler gingen ihrer (sozialversicherungspfligen) Beschäftigung in Sylt, Niebüll, Husum und Flensburg nach. Am Wohnort beschäftigt waren 13.
Die Wirtschaft in der Gemeinde Rodenäs wird von der landwirtschaftlichen Urproduktion geprägt. Ergänzt wird dieser Bereich durch die Stromerzeugung aus erneuerbaren Energieträgern. Der Solarpark Rodenäs ist in der Gemeinde ansässig.
Die Gemeinde liegt an der Landesstraße 271. Diese zweigt im Ortsbereich der Nachbargemeinde Neukirchen von der Landesstraße 6 ab.
Im ÖPNV ist der Ort erreichbar im sporadischen Linienbusverkehr des Nahverkehrsverbunds Schleswig-Holstein. Der Kreis Nordfriesland hat seit August 2019 ergänzend flächendeckend Rufbusgebiete zum obigen quasi Schulbusverkehr konzipiert. Das Gemeindegebiet von Rodenäs ist dem Rufbusgebiet Klanxbüll/Emmelsbüll mit der zentralen Umstiegshaltestelle Klanxbüll Bahnhof zugeordnet. Der Bahnhof ist die nächstgelegene Bahnstation im Schienenpersonennahverkehr. Er befindet sich an der Marschbahn. Der nächstgelegene Bahnhof mit Anschluss an den Fernverkehr des Intercity-Netzes ist der Bahnhof Niebüll. Dort halten mindestens einmal täglich je Richtung von/nach Westerland durchgebundene Züge der IC-Linien 26.1, 27 und 30.